# Vickie Orr
Victoria Elaine « Vickie » Orr, née le 4 avril 1967 à Hartselle, dans l'Alabama, est une ancienne joueuse américaine de basket-ball. 

## Palmarès
- Troisième des Jeux olympiques 1992
- Championne du monde 1990